# 第三次小泉內閣
第三次小泉內閣（日语：／ Daisanji Koizumi Naikaku */?）是日本眾議院議員、自由民主黨總裁小泉純一郎就任第89任內閣總理大臣（首相）後，自2005年9月21日至2005年10月31日組成的內閣。

## 國務大臣
| 職務                                                                  | 姓名 | 姓名       | 所属                           | 特命事項等                                     | 備註           |
| --------------------------------------------------------------------- | ---- | ---------- | ------------------------------ | ---------------------------------------------- | -------------- |
| 內閣總理大臣                                                          |      | 小泉純一郎 | 眾議院 自由民主黨              |                                                | 自由民主黨總裁 |
| 總務大臣                                                              |      | 麻生太郎   | 眾議院 自由民主黨 （河野集團） | 國民體育擔當 內閣總理大臣臨時代理就任順位第3位 |                |
| 法務大臣 內閣府特命擔當大臣 （青少年育成及少子化對策擔當）            |      | 南野知惠子 | 參議院 自由民主黨 （森派）     |                                                |                |
| 外務大臣                                                              |      | 町村信孝   | 眾議院 自由民主黨 （森派）     | 內閣總理大臣臨時代理就任順位第5位              |                |
| 財務大臣                                                              |      | 谷垣禎一   | 眾議院 自由民主黨 （谷垣派）   | 內閣總理大臣臨時代理就任順位2位                |                |
| 文部科學大臣                                                          |      | 中山成彬   | 眾議院 自由民主黨 （森派）     | 國立國會圖書館聯絡調整委員會委員               |                |
| 厚生勞動大臣                                                          |      | 尾辻秀久   | 參議院 自由民主黨 （津島派）   |                                                |                |
| 農林水產大臣                                                          |      | 岩永峯一   | 眾議院 自由民主黨 （舊堀內派） |                                                |                |
| 經濟產業大臣                                                          |      | 中川昭一   | 眾議院 自由民主黨 （伊吹派）   | 國際博覧會擔當 內閣總理大臣臨時代理就任順位4位 |                |
| 國土交通大臣                                                          |      | 北側一雄   | 眾議院 公明黨                  | 首都機能轉移 觀光立國擔當                      |                |
| 環境大臣 內閣府特命擔當大臣 （沖繩及北方對策擔當）                    |      | 小池百合子 | 眾議院 自由民主黨 （森派）     | 地球環境問題擔當                               |                |
| 內閣官房長官 內閣府特命擔當大臣 （男女共同參與擔當）                  |      | 細田博之   | 眾議院 自由民主黨 （森派）     | 內閣總理大臣臨時代理就任順位第1位              |                |
| 國家公安委員會委員長 內閣府特命擔當大臣 （防災擔當）                  |      | 村田吉隆   | 眾議院 自由民主黨 （舊堀內派） | 有事法制擔當                                   |                |
| 防衛廳長官                                                            |      | 大野功統   | 眾議院 自由民主黨 （山崎派）   |                                                |                |
| 內閣府特命擔當大臣 （金融擔當）                                       |      | 伊藤達也   | 眾議院 自由民主黨 （津島派）   |                                                |                |
| 內閣府特命擔當大臣 （經濟財政政策擔當）                               |      | 竹中平藏   | 參議院 自由民主黨 （無派閥）   | 郵政民營化擔當                                 |                |
| 內閣府特命擔當大臣 （規制改革擔當）                                   |      | 村上誠一郎 | 眾議院 自由民主黨 （高村派）   | 行政改革 構造改革特區及地域再生擔當            |                |
| 內閣府特命擔當大臣 （科學技術政策擔當） （食品安全擔當） （食育擔當） |      | 棚橋泰文   | 眾議院 自由民主黨 （津島派）   | 情報通信技術(IT)擔當                           |                |

## 外部連結
- 閣僚名單 （页面存档备份，存于）
- 副大臣名單 （页面存档备份，存于）